# 张黎群
张黎群（1918年5月5日—2003年3月11日），原名黎储力，曾用名张福祥、张佛翔，笔名黎群，四川蒲江人，中华人民共和国政治人物，中国共产党党员。1937年前往延安，1938年加入中国共产党；后历任中共四川乐山地区中心县委组织部长，中共济南市委青委书记兼市委学校党委书记等职；1949年后，历任团中央办公厅副主任，共青团中央委员、常委，全国青联委员，中国青年报社社长兼总编辑，中共中央西南局办公厅副主任；“文化大革命”期间，张黎群被监禁七年；1978年后任浙江大学党委第二书记，中国社会科学院青少年研究所所长；1983年调中央纪委参与组建教育室并任主任；1986年3月离休，2003年3月11日逝世。

## 生平
张黎群于1918年5月5日出生在四川省蒲江县的一个富庶的地主家庭，原名黎储力，后曾改名张福祥、张佛翔，并以笔名黎群发表文章，至此便以张黎群为其正式的姓名。
张黎群在1936年加入中华民族解放先锋队，并于成都从事抗日爱国学生运动。1937年赴延安，先后在陕北公学、马列学院学习，并与胡耀邦交厚，1938年3月加入中国共产党。
中国抗日战争和第二次国共内战时期，张黎群任中共四川乐山地区中心县委组织部长，中共济南市委青委书记兼市委学校党委书记、共青团市委书记等职。
1949年开始，张黎群参与创办中国青年报，并任副总编、副社长兼总编辑，中国共青团中央办公厅副主任，中国共青团中央委员、常委，全国青联委员，中国青年报社社长兼总编辑，中国新闻记协常委，中国共青团中央宣传部副部长兼任中共米脂县委书记，中央工业部办公厅副主任，中共中央西南局办公厅副主任兼办公室主任。1956年当选为中共“八大”代表。1957年反右运动中，得胡耀邦力保，被免于划归右派。
1966年，张黎群被下放至四川省绵阳市任地委副书记。“文化大革命”开始后，张黎群因在《成都晚报》和《重庆日报》上开辟《巴山漫话》、《夜谈》专栏，被打成西南“三家村”，称之为“西南的小邓拓”。遭到点名批判，并被关押、劳改达七年半。
1973年被释放后，张黎群先后出任四川维尼纶厂党委书记兼厂长，重庆市委委员。1978被平反，任浙江大学党委第二书记兼副校长，中国社会科学院青少年研究所所长、党组书记。1982年主持创立中国青少年犯罪研究会，1983年调中央纪委工作，参与组建教育室并任主任。
1989年胡耀邦逝世后.与张定、严如平开始计划编写胡耀邦传。胡耀邦传简体版第一卷于2005年11月出版，严如平在接受路透社采访时表示，书的第一卷遭到了修改，但总体内容还在中共的容忍范围之内。
2003年3月11日22时30分在北京逝世，享年85岁。

## 著作
- 《胡耀邦传》张黎群等编，人民出版社，ISBN 9787010052878 ，2005-01
- 《一本未写完的书》张黎群 上海人民出版社 ，ISBN 7208017085，1994